# 小行星2276
小行星2276（2276 Warck）是一颗围绕太阳公转的小行星。1933年8月18日，歐仁·約瑟夫·德爾波特在于克勒发现了此天体。
該小行星以德爾波特的孫女伊夫蘭·沃克（Evelyne Warck）命名。
这颗小行星的绝对星等为55.42571997055105等。